# 스비노이

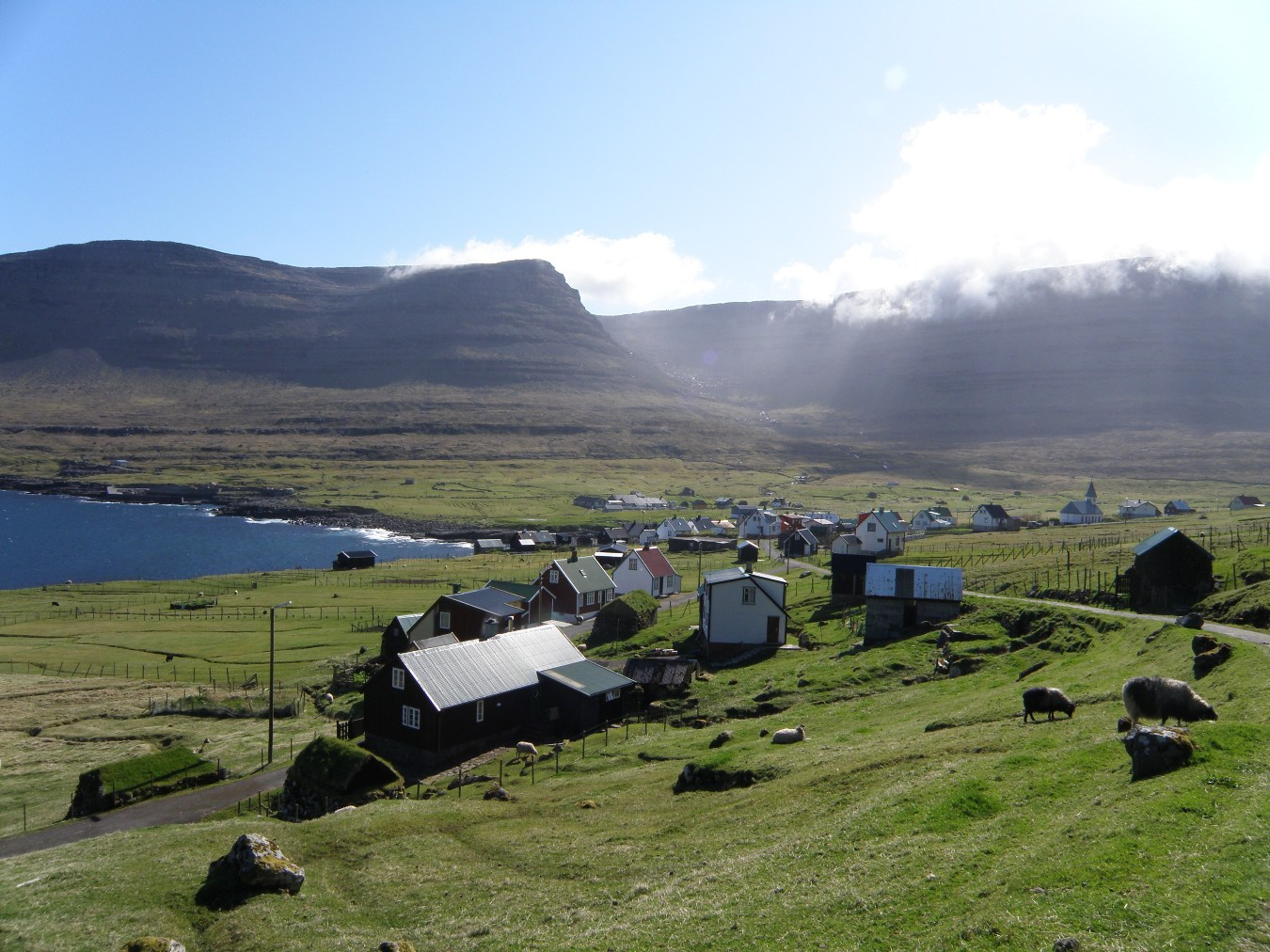
스비노이

스비노이(페로어: Svínoy)는 페로 제도 스비노이섬에 있는 도시이다. 2015년 인구는 27명이었다. 우편번호는 FO 765이다. 현재의 교회는 1878년에 지어졌다. 스비노이섬의 이름은 '돼지의 섬'을 의미한다.